# مگومی اوگاوا
مگومی اوگاوا (انگلیسی: Megumi Ogawa؛ زادهٔ ۱ ژانویهٔ ۱۹۴۹) بازیکن فوتبال اهل ژاپن است که در تیم ملی فوتبال زنان ژاپن بازی کرده‌است.